# Lista di asteroidi (325001-326000)
Di seguito una lista di asteroidi dal numero 325001 al 326000 con data di scoperta e scopritore.

## 325001-325100
| Nome     | Designazione provvisoria | Data di scoperta  | Scopritore             |
| -------- | ------------------------ | ----------------- | ---------------------- |
| 325001 - | 2008 BH29                | 30 gennaio 2008   | Mt. Lemmon Survey      |
| 325002 - | 2008 BL31                | 30 gennaio 2008   | Mt. Lemmon Survey      |
| 325003 - | 2008 BW34                | 30 gennaio 2008   | Mt. Lemmon Survey      |
| 325004 - | 2008 BQ37                | 31 gennaio 2008   | Spacewatch             |
| 325005 - | 2008 BT38                | 31 gennaio 2008   | Mt. Lemmon Survey      |
| 325006 - | 2008 BO42                | 31 gennaio 2008   | CSS                    |
| 325007 - | 2008 BQ43                | 30 gennaio 2008   | CSS                    |
| 325008 - | 2008 BX44                | 19 gennaio 2008   | Mt. Lemmon Survey      |
| 325009 - | 2008 BM45                | 31 gennaio 2008   | CSS                    |
| 325010 - | 2008 BG47                | 18 gennaio 2008   | Mt. Lemmon Survey      |
| 325011 - | 2008 BU49                | 30 gennaio 2008   | Mt. Lemmon Survey      |
| 325012 - | 2008 BN52                | 20 gennaio 2008   | Spacewatch             |
| 325013 - | 2008 BU52                | 31 gennaio 2008   | CSS                    |
| 325014 - | 2008 CX5                 | 7 febbraio 2008   | Lowe, A.               |
| 325015 - | 2008 CF11                | 3 febbraio 2008   | Spacewatch             |
| 325016 - | 2008 CZ14                | 3 febbraio 2008   | Spacewatch             |
| 325017 - | 2008 CO17                | 12 settembre 2005 | Spacewatch             |
| 325018 - | 2008 CV18                | 3 febbraio 2008   | Spacewatch             |
| 325019 - | 2008 CR19                | 6 febbraio 2008   | LONEOS                 |
| 325020 - | 2008 CA21                | 8 febbraio 2008   | Ries, W.               |
| 325021 - | 2008 CC24                | 1º febbraio 2008  | Spacewatch             |
| 325022 - | 2008 CX24                | 1º febbraio 2008  | Spacewatch             |
| 325023 - | 2008 CQ26                | 18 agosto 2006    | Spacewatch             |
| 325024 - | 2008 CP33                | 27 novembre 2006  | Mt. Lemmon Survey      |
| 325025 - | 2008 CN34                | 2 febbraio 2008   | Spacewatch             |
| 325026 - | 2008 CR36                | 2 febbraio 2008   | Spacewatch             |
| 325027 - | 2008 CX39                | 2 febbraio 2008   | Mt. Lemmon Survey      |
| 325028 - | 2008 CJ42                | 2 febbraio 2008   | Spacewatch             |
| 325029 - | 2008 CK48                | 3 febbraio 2008   | Spacewatch             |
| 325030 - | 2008 CQ49                | 18 novembre 2007  | Mt. Lemmon Survey      |
| 325031 - | 2008 CT61                | 7 febbraio 2008   | Spacewatch             |
| 325032 - | 2008 CJ72                | 8 febbraio 2008   | OAM                    |
| 325033 - | 2008 CP74                | 9 febbraio 2008   | Kugel, F.              |
| 325034 - | 2008 CB75                | 10 febbraio 2008  | Ries, W.               |
| 325035 - | 2008 CP91                | 8 febbraio 2008   | Spacewatch             |
| 325036 - | 2008 CE95                | 8 febbraio 2008   | Mt. Lemmon Survey      |
| 325037 - | 2008 CN96                | 9 febbraio 2008   | Mt. Lemmon Survey      |
| 325038 - | 2008 CL103               | 9 febbraio 2008   | Spacewatch             |
| 325039 - | 2008 CC106               | 9 febbraio 2008   | Mt. Lemmon Survey      |
| 325040 - | 2008 CN107               | 9 febbraio 2008   | Mt. Lemmon Survey      |
| 325041 - | 2008 CZ108               | 9 febbraio 2008   | Spacewatch             |
| 325042 - | 2008 CL124               | 7 febbraio 2008   | Mt. Lemmon Survey      |
| 325043 - | 2008 CL126               | 31 gennaio 2008   | Mt. Lemmon Survey      |
| 325044 - | 2008 CK130               | 8 febbraio 2008   | Spacewatch             |
| 325045 - | 2008 CW136               | 8 febbraio 2008   | Mt. Lemmon Survey      |
| 325046 - | 2008 CC137               | 8 febbraio 2008   | Mt. Lemmon Survey      |
| 325047 - | 2008 CV137               | 8 febbraio 2008   | Spacewatch             |
| 325048 - | 2008 CM140               | 8 febbraio 2008   | Spacewatch             |
| 325049 - | 2008 CN152               | 9 febbraio 2008   | Spacewatch             |
| 325050 - | 2008 CV154               | 9 febbraio 2008   | Spacewatch             |
| 325051 - | 2008 CL159               | 9 febbraio 2008   | Spacewatch             |
| 325052 - | 2008 CV177               | 27 settembre 2006 | Mt. Lemmon Survey      |
| 325053 - | 2008 CV178               | 6 febbraio 2008   | CSS                    |
| 325054 - | 2008 CV179               | 7 febbraio 2008   | CSS                    |
| 325055 - | 2008 CV189               | 10 febbraio 2008  | CSS                    |
| 325056 - | 2008 CV190               | 1º febbraio 2008  | Spacewatch             |
| 325057 - | 2008 CF191               | 18 agosto 2006    | Spacewatch             |
| 325058 - | 2008 CY192               | 8 febbraio 2008   | Spacewatch             |
| 325059 - | 2008 CT199               | 13 febbraio 2008  | Mt. Lemmon Survey      |
| 325060 - | 2008 CF200               | 10 febbraio 2008  | Mt. Lemmon Survey      |
| 325061 - | 2008 CG202               | 6 febbraio 2008   | CSS                    |
| 325062 - | 2008 CL203               | 10 febbraio 2008  | Spacewatch             |
| 325063 - | 2008 CM208               | 6 febbraio 2008   | LINEAR                 |
| 325064 - | 2008 CW208               | 11 febbraio 2008  | Mt. Lemmon Survey      |
| 325065 - | 2008 CJ209               | 9 marzo 2004      | NEAT                   |
| 325066 - | 2008 CN209               | 3 febbraio 2008   | Mt. Lemmon Survey      |
| 325067 - | 2008 CS213               | 10 febbraio 2008  | Mt. Lemmon Survey      |
| 325068 - | 2008 CX213               | 10 febbraio 2008  | Mt. Lemmon Survey      |
| 325069 - | 2008 CC214               | 10 febbraio 2008  | Mt. Lemmon Survey      |
| 325070 - | 2008 CO215               | 13 febbraio 2008  | CSS                    |
| 325071 - | 2008 DF                  | 12 gennaio 2008   | CSS                    |
| 325072 - | 2008 DD1                 | 24 febbraio 2008  | Spacewatch             |
| 325073 - | 2008 DV1                 | 24 febbraio 2008  | Mt. Lemmon Survey      |
| 325074 - | 2008 DL2                 | 20 gennaio 2008   | Spacewatch             |
| 325075 - | 2008 DQ2                 | 24 febbraio 2008  | Spacewatch             |
| 325076 - | 2008 DT3                 | 24 febbraio 2008  | Mt. Lemmon Survey      |
| 325077 - | 2008 DZ5                 | 1º febbraio 2008  | Mt. Lemmon Survey      |
| 325078 - | 2008 DR6                 | 31 dicembre 2007  | Spacewatch             |
| 325079 - | 2008 DF7                 | 24 febbraio 2008  | Mt. Lemmon Survey      |
| 325080 - | 2008 DH8                 | 24 febbraio 2008  | Spacewatch             |
| 325081 - | 2008 DB13                | 26 febbraio 2008  | Spacewatch             |
| 325082 - | 2008 DZ13                | 26 febbraio 2008  | Mt. Lemmon Survey      |
| 325083 - | 2008 DO25                | 29 febbraio 2008  | PMO NEO Survey Program |
| 325084 - | 2008 DX30                | 30 dicembre 2007  | Spacewatch             |
| 325085 - | 2008 DJ34                | 27 febbraio 2008  | Spacewatch             |
| 325086 - | 2008 DA36                | 27 febbraio 2008  | Mt. Lemmon Survey      |
| 325087 - | 2008 DC37                | 27 febbraio 2008  | Spacewatch             |
| 325088 - | 2008 DO43                | 28 febbraio 2008  | Mt. Lemmon Survey      |
| 325089 - | 2008 DS43                | 28 febbraio 2008  | Spacewatch             |
| 325090 - | 2008 DU45                | 28 febbraio 2008  | Mt. Lemmon Survey      |
| 325091 - | 2008 DE53                | 29 febbraio 2008  | Mt. Lemmon Survey      |
| 325092 - | 2008 DX53                | 29 febbraio 2008  | Spacewatch             |
| 325093 - | 2008 DB54                | 26 febbraio 2008  | LONEOS                 |
| 325094 - | 2008 DE64                | 28 febbraio 2008  | Mt. Lemmon Survey      |
| 325095 - | 2008 DA68                | 29 febbraio 2008  | Spacewatch             |
| 325096 - | 2008 DN73                | 27 febbraio 2008  | Mt. Lemmon Survey      |
| 325097 - | 2008 DJ78                | 28 febbraio 2008  | Mt. Lemmon Survey      |
| 325098 - | 2008 DQ81                | 27 febbraio 2008  | Mt. Lemmon Survey      |
| 325099 - | 2008 DG82                | 28 febbraio 2008  | Spacewatch             |
| 325100 - | 2008 DP85                | 28 febbraio 2008  | Spacewatch             |

## 325101-325200
| Nome                | Designazione provvisoria | Data di scoperta | Scopritore               |
| ------------------- | ------------------------ | ---------------- | ------------------------ |
| 325101 -            | 2008 DY87                | 18 febbraio 2008 | Mt. Lemmon Survey        |
| 325102 -            | 2008 EY5                 | 4 marzo 2008     | Siding Spring Survey     |
| 325103 -            | 2008 EQ11                | 1º marzo 2008    | Spacewatch               |
| 325104 -            | 2008 EZ15                | 1º marzo 2008    | Spacewatch               |
| 325105 -            | 2008 EJ20                | 2 marzo 2008     | Spacewatch               |
| 325106 -            | 2008 EV29                | 4 marzo 2008     | Mt. Lemmon Survey        |
| 325107 -            | 2008 EL33                | 1º marzo 2008    | Spacewatch               |
| 325108 -            | 2008 EQ33                | 7 luglio 2002    | Spacewatch               |
| 325109 -            | 2008 EY33                | 1º marzo 2008    | Mt. Lemmon Survey        |
| 325110 -            | 2008 EZ41                | 4 marzo 2008     | Spacewatch               |
| 325111 -            | 2008 EQ43                | 5 marzo 2008     | Mt. Lemmon Survey        |
| 325112 -            | 2008 EM44                | 5 marzo 2008     | Spacewatch               |
| 325113 -            | 2008 ER44                | 5 marzo 2008     | Spacewatch               |
| 325114 -            | 2008 EH45                | 13 febbraio 2008 | Mt. Lemmon Survey        |
| 325115 -            | 2008 EX47                | 5 marzo 2008     | Spacewatch               |
| 325116 -            | 2008 EG48                | 5 marzo 2008     | Spacewatch               |
| 325117 -            | 2008 EK50                | 6 marzo 2008     | Mt. Lemmon Survey        |
| 325118 -            | 2008 EA64                | 9 marzo 2008     | Spacewatch               |
| 325119 -            | 2008 EQ66                | 9 marzo 2008     | Mt. Lemmon Survey        |
| 325120 -            | 2008 EB68                | 12 febbraio 2008 | Mt. Lemmon Survey        |
| 325121 -            | 2008 EA71                | 6 marzo 2008     | Mt. Lemmon Survey        |
| 325122 -            | 2008 ES81                | 10 marzo 2008    | Spacewatch               |
| 325123 -            | 2008 EH86                | 7 marzo 2008     | Spacewatch               |
| 325124 -            | 2008 EM100               | 11 marzo 2008    | CSS                      |
| 325125 -            | 2008 EE110               | 8 marzo 2008     | Mt. Lemmon Survey        |
| 325126 -            | 2008 EM113               | 8 marzo 2008     | Mt. Lemmon Survey        |
| 325127 -            | 2008 EL119               | 9 marzo 2008     | Mt. Lemmon Survey        |
| 325128 -            | 2008 EQ119               | 9 marzo 2008     | Spacewatch               |
| 325129 -            | 2008 EN122               | 9 marzo 2008     | Spacewatch               |
| 325130 -            | 2008 EO123               | 10 marzo 2008    | Spacewatch               |
| 325131 -            | 2008 EC127               | 10 marzo 2008    | Spacewatch               |
| 325132 -            | 2008 EX129               | 29 febbraio 2008 | Spacewatch               |
| 325133 -            | 2008 EO139               | 11 marzo 2008    | Spacewatch               |
| 325134 -            | 2008 EQ143               | 14 marzo 2008    | CSS                      |
| 325135 -            | 2008 EK146               | 13 marzo 2008    | Mt. Lemmon Survey        |
| 325136 Zhongnanshan | 2008 ED149               | 2 marzo 2008     | PMO NEO Survey Program   |
| 325137 -            | 2008 EL149               | 4 marzo 2008     | Spacewatch               |
| 325138 -            | 2008 ED150               | 7 marzo 2008     | CSS                      |
| 325139 -            | 2008 ET150               | 4 marzo 2008     | Mt. Lemmon Survey        |
| 325140 -            | 2008 EE152               | 10 marzo 2008    | Spacewatch               |
| 325141 -            | 2008 EJ152               | 10 marzo 2008    | Spacewatch               |
| 325142 -            | 2008 EQ153               | 9 marzo 2008     | Spacewatch               |
| 325143 -            | 2008 ET154               | 4 marzo 2008     | Mt. Lemmon Survey        |
| 325144 -            | 2008 EL156               | 2 marzo 2008     | Spacewatch               |
| 325145 -            | 2008 ED157               | 13 marzo 2008    | Spacewatch               |
| 325146 -            | 2008 EZ158               | 12 marzo 2008    | Mt. Lemmon Survey        |
| 325147 -            | 2008 EX165               | 4 marzo 2008     | Mt. Lemmon Survey        |
| 325148 -            | 2008 EE166               | 5 marzo 2008     | Mt. Lemmon Survey        |
| 325149 -            | 2008 EP166               | 6 marzo 2008     | CSS                      |
| 325150 -            | 2008 EE167               | 7 marzo 2008     | Mt. Lemmon Survey        |
| 325151 -            | 2008 EB169               | 14 marzo 2008    | CSS                      |
| 325152 -            | 2008 EC169               | 15 marzo 2008    | Spacewatch               |
| 325153 -            | 2008 FS3                 | 25 marzo 2008    | Spacewatch               |
| 325154 -            | 2008 FQ4                 | 25 marzo 2008    | Spacewatch               |
| 325155 -            | 2008 FC10                | 26 marzo 2008    | Spacewatch               |
| 325156 -            | 2008 FO13                | 26 marzo 2008    | Mt. Lemmon Survey        |
| 325157 -            | 2008 FO14                | 26 marzo 2008    | Mt. Lemmon Survey        |
| 325158 -            | 2008 FW19                | 27 marzo 2008    | Mt. Lemmon Survey        |
| 325159 -            | 2008 FD20                | 27 marzo 2008    | Mt. Lemmon Survey        |
| 325160 -            | 2008 FM22                | 27 marzo 2008    | Spacewatch               |
| 325161 -            | 2008 FL24                | 27 marzo 2008    | Spacewatch               |
| 325162 -            | 2008 FW26                | 27 marzo 2008    | Spacewatch               |
| 325163 -            | 2008 FN37                | 28 marzo 2008    | Spacewatch               |
| 325164 -            | 2008 FH38                | 28 marzo 2008    | Spacewatch               |
| 325165 -            | 2008 FJ42                | 28 marzo 2008    | Mt. Lemmon Survey        |
| 325166 -            | 2008 FS46                | 28 marzo 2008    | Mt. Lemmon Survey        |
| 325167 -            | 2008 FL49                | 28 marzo 2008    | Mt. Lemmon Survey        |
| 325168 -            | 2008 FS49                | 28 marzo 2008    | Mt. Lemmon Survey        |
| 325169 -            | 2008 FZ50                | 28 marzo 2008    | Mt. Lemmon Survey        |
| 325170 -            | 2008 FC51                | 28 marzo 2008    | Mt. Lemmon Survey        |
| 325171 -            | 2008 FP54                | 28 marzo 2008    | Mt. Lemmon Survey        |
| 325172 -            | 2008 FX54                | 22 novembre 2006 | CSS                      |
| 325173 -            | 2008 FY54                | 28 marzo 2008    | Mt. Lemmon Survey        |
| 325174 -            | 2008 FC56                | 28 marzo 2008    | Mt. Lemmon Survey        |
| 325175 -            | 2008 FL63                | 27 marzo 2008    | Spacewatch               |
| 325176 -            | 2008 FX64                | 28 marzo 2008    | Spacewatch               |
| 325177 -            | 2008 FG66                | 28 marzo 2008    | Spacewatch               |
| 325178 -            | 2008 FR68                | 28 marzo 2008    | Mt. Lemmon Survey        |
| 325179 -            | 2008 FT69                | 28 marzo 2008    | Spacewatch               |
| 325180 -            | 2008 FH75                | 31 marzo 2008    | Mt. Lemmon Survey        |
| 325181 -            | 2008 FT76                | 11 novembre 2006 | Mt. Lemmon Survey        |
| 325182 -            | 2008 FJ77                | 27 marzo 2008    | Mt. Lemmon Survey        |
| 325183 -            | 2008 FC84                | 28 marzo 2008    | Spacewatch               |
| 325184 -            | 2008 FT88                | 28 marzo 2008    | Spacewatch               |
| 325185 -            | 2008 FF89                | 29 marzo 2008    | Mt. Lemmon Survey        |
| 325186 -            | 2008 FG89                | 29 marzo 2008    | Mt. Lemmon Survey        |
| 325187 -            | 2008 FC94                | 29 marzo 2008    | Spacewatch               |
| 325188 -            | 2008 FR96                | 29 marzo 2008    | CSS                      |
| 325189 -            | 2008 FC97                | 29 marzo 2008    | Mt. Lemmon Survey        |
| 325190 -            | 2008 FE103               | 30 marzo 2008    | Spacewatch               |
| 325191 -            | 2008 FL104               | 30 marzo 2008    | Spacewatch               |
| 325192 -            | 2008 FP106               | 31 marzo 2008    | Spacewatch               |
| 325193 -            | 2008 FK108               | 31 marzo 2008    | Mt. Lemmon Survey        |
| 325194 -            | 2008 FT111               | 31 marzo 2008    | Spacewatch               |
| 325195 -            | 2008 FY111               | 31 marzo 2008    | Mt. Lemmon Survey        |
| 325196 -            | 2008 FY113               | 31 marzo 2008    | Spacewatch               |
| 325197 -            | 2008 FX118               | 31 marzo 2008    | Mt. Lemmon Survey        |
| 325198 -            | 2008 FH120               | 21 marzo 1999    | Sloan Digital Sky Survey |
| 325199 -            | 2008 FA125               | 30 marzo 2008    | Spacewatch               |
| 325200 -            | 2008 FA129               | 29 marzo 2008    | Spacewatch               |

## 325201-325300
| Nome     | Designazione provvisoria | Data di scoperta | Scopritore        |
| -------- | ------------------------ | ---------------- | ----------------- |
| 325201 - | 2008 FE131               | 31 marzo 2008    | Mt. Lemmon Survey |
| 325202 - | 2008 FX133               | 28 marzo 2008    | Mt. Lemmon Survey |
| 325203 - | 2008 FP134               | 30 marzo 2008    | Spacewatch        |
| 325204 - | 2008 FT136               | 29 marzo 2008    | Spacewatch        |
| 325205 - | 2008 FE137               | 30 marzo 2008    | LINEAR            |
| 325206 - | 2008 FF137               | 30 marzo 2008    | Spacewatch        |
| 325207 - | 2008 FG137               | 30 marzo 2008    | CSS               |
| 325208 - | 2008 FM137               | 30 marzo 2008    | Spacewatch        |
| 325209 - | 2008 GS4                 | 1º aprile 2008   | Spacewatch        |
| 325210 - | 2008 GM6                 | 9 agosto 2000    | Spacewatch        |
| 325211 - | 2008 GF9                 | 1º aprile 2008   | Spacewatch        |
| 325212 - | 2008 GT9                 | 1º aprile 2008   | Spacewatch        |
| 325213 - | 2008 GX9                 | 1º aprile 2008   | Spacewatch        |
| 325214 - | 2008 GQ15                | 3 aprile 2008    | Mt. Lemmon Survey |
| 325215 - | 2008 GQ17                | 4 aprile 2008    | Spacewatch        |
| 325216 - | 2008 GQ18                | 4 aprile 2008    | CSS               |
| 325217 - | 2008 GF20                | 8 aprile 2008    | Yeung, W. K. Y.   |
| 325218 - | 2008 GZ20                | 10 aprile 2008   | Yeung, W. K. Y.   |
| 325219 - | 2008 GT21                | 5 marzo 2008     | Spacewatch        |
| 325220 - | 2008 GO29                | 3 aprile 2008    | Mt. Lemmon Survey |
| 325221 - | 2008 GT30                | 11 marzo 2008    | Spacewatch        |
| 325222 - | 2008 GS32                | 3 aprile 2008    | Spacewatch        |
| 325223 - | 2008 GQ37                | 3 aprile 2008    | Spacewatch        |
| 325224 - | 2008 GK38                | 3 aprile 2008    | Mt. Lemmon Survey |
| 325225 - | 2008 GO38                | 3 aprile 2008    | Mt. Lemmon Survey |
| 325226 - | 2008 GD39                | 3 aprile 2008    | Spacewatch        |
| 325227 - | 2008 GJ40                | 4 aprile 2008    | Mt. Lemmon Survey |
| 325228 - | 2008 GD41                | 4 aprile 2008    | Spacewatch        |
| 325229 - | 2008 GE43                | 4 aprile 2008    | Mt. Lemmon Survey |
| 325230 - | 2008 GJ43                | 4 aprile 2008    | Mt. Lemmon Survey |
| 325231 - | 2008 GD46                | 4 aprile 2008    | Spacewatch        |
| 325232 - | 2008 GD49                | 5 aprile 2008    | Spacewatch        |
| 325233 - | 2008 GU52                | 5 aprile 2008    | Mt. Lemmon Survey |
| 325234 - | 2008 GX57                | 5 aprile 2008    | Mt. Lemmon Survey |
| 325235 - | 2008 GT62                | 5 aprile 2008    | CSS               |
| 325236 - | 2008 GF64                | 5 aprile 2008    | Spacewatch        |
| 325237 - | 2008 GV64                | 6 aprile 2008    | Spacewatch        |
| 325238 - | 2008 GK67                | 6 aprile 2008    | Spacewatch        |
| 325239 - | 2008 GC68                | 6 aprile 2008    | Spacewatch        |
| 325240 - | 2008 GG68                | 6 aprile 2008    | Spacewatch        |
| 325241 - | 2008 GU69                | 6 aprile 2008    | Mt. Lemmon Survey |
| 325242 - | 2008 GQ70                | 7 aprile 2008    | Spacewatch        |
| 325243 - | 2008 GY71                | 7 aprile 2008    | Spacewatch        |
| 325244 - | 2008 GB74                | 7 aprile 2008    | Spacewatch        |
| 325245 - | 2008 GO74                | 7 aprile 2008    | Spacewatch        |
| 325246 - | 2008 GU76                | 7 aprile 2008    | Spacewatch        |
| 325247 - | 2008 GZ78                | 7 aprile 2008    | Spacewatch        |
| 325248 - | 2008 GF80                | 7 aprile 2008    | Mt. Lemmon Survey |
| 325249 - | 2008 GN81                | 7 aprile 2008    | Spacewatch        |
| 325250 - | 2008 GK83                | 8 aprile 2008    | Spacewatch        |
| 325251 - | 2008 GJ85                | 1º aprile 2008   | Mt. Lemmon Survey |
| 325252 - | 2008 GB90                | 6 aprile 2008    | Mt. Lemmon Survey |
| 325253 - | 2008 GY90                | 6 aprile 2008    | Mt. Lemmon Survey |
| 325254 - | 2008 GK91                | 6 aprile 2008    | Mt. Lemmon Survey |
| 325255 - | 2008 GP96                | 8 aprile 2008    | Spacewatch        |
| 325256 - | 2008 GL97                | 8 aprile 2008    | Spacewatch        |
| 325257 - | 2008 GH98                | 8 aprile 2008    | Spacewatch        |
| 325258 - | 2008 GA99                | 9 aprile 2008    | Spacewatch        |
| 325259 - | 2008 GC99                | 9 aprile 2008    | Spacewatch        |
| 325260 - | 2008 GC103               | 10 aprile 2008   | Spacewatch        |
| 325261 - | 2008 GO106               | 11 aprile 2008   | CSS               |
| 325262 - | 2008 GP109               | 13 aprile 2008   | Mt. Lemmon Survey |
| 325263 - | 2008 GX109               | 13 aprile 2008   | Calvin College    |
| 325264 - | 2008 GZ109               | 13 aprile 2008   | Mt. Lemmon Survey |
| 325265 - | 2008 GQ113               | 4 marzo 2008     | Spacewatch        |
| 325266 - | 2008 GR114               | 11 aprile 2008   | Spacewatch        |
| 325267 - | 2008 GC115               | 11 aprile 2008   | Spacewatch        |
| 325268 - | 2008 GG117               | 3 aprile 2008    | Spacewatch        |
| 325269 - | 2008 GL118               | 30 marzo 2008    | Spacewatch        |
| 325270 - | 2008 GE120               | 22 novembre 2006 | Mt. Lemmon Survey |
| 325271 - | 2008 GO120               | 12 aprile 2008   | Mt. Lemmon Survey |
| 325272 - | 2008 GY121               | 13 aprile 2008   | Spacewatch        |
| 325273 - | 2008 GH128               | 9 aprile 2008    | CSS               |
| 325274 - | 2008 GV129               | 4 aprile 2008    | Mt. Lemmon Survey |
| 325275 - | 2008 GY130               | 7 aprile 2008    | Spacewatch        |
| 325276 - | 2008 GA131               | 7 aprile 2008    | CSS               |
| 325277 - | 2008 GE131               | 7 aprile 2008    | Spacewatch        |
| 325278 - | 2008 GQ132               | 14 aprile 2008   | Spacewatch        |
| 325279 - | 2008 GC133               | 15 aprile 2008   | Mt. Lemmon Survey |
| 325280 - | 2008 GB134               | 6 aprile 2008    | Mt. Lemmon Survey |
| 325281 - | 2008 GA137               | 13 dicembre 2006 | Spacewatch        |
| 325282 - | 2008 GU137               | 7 aprile 2008    | Spacewatch        |
| 325283 - | 2008 GS138               | 7 aprile 2008    | Spacewatch        |
| 325284 - | 2008 GO141               | 15 aprile 2008   | Spacewatch        |
| 325285 - | 2008 GX144               | 5 aprile 2008    | Spacewatch        |
| 325286 - | 2008 GB145               | 5 aprile 2008    | Spacewatch        |
| 325287 - | 2008 HQ6                 | 24 aprile 2008   | Spacewatch        |
| 325288 - | 2008 HS8                 | 24 aprile 2008   | Spacewatch        |
| 325289 - | 2008 HC12                | 24 aprile 2008   | CSS               |
| 325290 - | 2008 HH13                | 25 aprile 2008   | Spacewatch        |
| 325291 - | 2008 HB15                | 25 aprile 2008   | Spacewatch        |
| 325292 - | 2008 HO15                | 25 aprile 2008   | Spacewatch        |
| 325293 - | 2008 HU16                | 25 aprile 2008   | Mt. Lemmon Survey |
| 325294 - | 2008 HX23                | 27 aprile 2008   | Spacewatch        |
| 325295 - | 2008 HW27                | 28 aprile 2008   | Spacewatch        |
| 325296 - | 2008 HU28                | 27 gennaio 2007  | Spacewatch        |
| 325297 - | 2008 HF34                | 27 aprile 2008   | Spacewatch        |
| 325298 - | 2008 HD35                | 28 aprile 2008   | Spacewatch        |
| 325299 - | 2008 HM35                | 28 aprile 2008   | Spacewatch        |
| 325300 - | 2008 HY35                | 29 aprile 2008   | Mt. Lemmon Survey |

## 325301-325400
| Nome             | Designazione provvisoria | Data di scoperta  | Scopritore           |
| ---------------- | ------------------------ | ----------------- | -------------------- |
| 325301 -         | 2008 HY36                | 30 aprile 2008    | Spacewatch           |
| 325302 -         | 2008 HS42                | 27 aprile 2008    | Mt. Lemmon Survey    |
| 325303 -         | 2008 HV45                | 28 aprile 2008    | Spacewatch           |
| 325304 -         | 2008 HV46                | 28 aprile 2008    | Spacewatch           |
| 325305 -         | 2008 HU51                | 29 aprile 2008    | Spacewatch           |
| 325306 -         | 2008 HR52                | 29 aprile 2008    | Spacewatch           |
| 325307 -         | 2008 HK61                | 30 aprile 2008    | Mt. Lemmon Survey    |
| 325308 -         | 2008 HC62                | 15 marzo 2008     | Mt. Lemmon Survey    |
| 325309 -         | 2008 HO62                | 30 aprile 2008    | Spacewatch           |
| 325310 -         | 2008 HR65                | 29 aprile 2008    | LINEAR               |
| 325311 -         | 2008 HK66                | 26 aprile 2008    | Mt. Lemmon Survey    |
| 325312 -         | 2008 HB67                | 24 aprile 2008    | Spacewatch           |
| 325313 -         | 2008 HU68                | 26 aprile 2008    | Spacewatch           |
| 325314 -         | 2008 HW68                | 29 aprile 2008    | Spacewatch           |
| 325315 -         | 2008 HY68                | 30 aprile 2008    | Mt. Lemmon Survey    |
| 325316 -         | 2008 HY69                | 29 aprile 2008    | Spacewatch           |
| 325317 -         | 2008 HL70                | 29 aprile 2008    | Mt. Lemmon Survey    |
| 325318 -         | 2008 JH2                 | 2 maggio 2008     | Spacewatch           |
| 325319 -         | 2008 JQ2                 | 2 maggio 2008     | Kugel, F.            |
| 325320 -         | 2008 JX4                 | 5 marzo 2008      | Mt. Lemmon Survey    |
| 325321 -         | 2008 JW5                 | 3 maggio 2008     | Mt. Lemmon Survey    |
| 325322 -         | 2008 JS8                 | 30 aprile 2008    | Mt. Lemmon Survey    |
| 325323 -         | 2008 JR12                | 3 maggio 2008     | Spacewatch           |
| 325324 -         | 2008 JY12                | 3 maggio 2008     | Spacewatch           |
| 325325 -         | 2008 JA14                | 6 maggio 2008     | Mt. Lemmon Survey    |
| 325326 -         | 2008 JK15                | 2 maggio 2008     | Spacewatch           |
| 325327 -         | 2008 JV16                | 6 aprile 2008     | Mt. Lemmon Survey    |
| 325328 -         | 2008 JX17                | 4 maggio 2008     | Spacewatch           |
| 325329 -         | 2008 JR19                | 7 maggio 2008     | Mt. Lemmon Survey    |
| 325330 -         | 2008 JK24                | 7 maggio 2008     | Pauwels, T.          |
| 325331 -         | 2008 JM27                | 8 maggio 2008     | Spacewatch           |
| 325332 -         | 2008 JK32                | 26 aprile 2008    | Mt. Lemmon Survey    |
| 325333 -         | 2008 JN33                | 11 maggio 2008    | Spacewatch           |
| 325334 -         | 2008 JY35                | 3 maggio 2008     | Spacewatch           |
| 325335 -         | 2008 JR36                | 5 maggio 2008     | Spacewatch           |
| 325336 -         | 2008 JG37                | 14 maggio 2008    | Mt. Lemmon Survey    |
| 325337 -         | 2008 JH37                | 15 maggio 2008    | Spacewatch           |
| 325338 -         | 2008 JG38                | 6 maggio 2008     | Mt. Lemmon Survey    |
| 325339 -         | 2008 JD40                | 3 maggio 2008     | Mt. Lemmon Survey    |
| 325340 -         | 2008 KX                  | 26 maggio 2008    | Spacewatch           |
| 325341 -         | 2008 KQ1                 | 26 maggio 2008    | Spacewatch           |
| 325342 -         | 2008 KD8                 | 27 maggio 2008    | Spacewatch           |
| 325343 -         | 2008 KU9                 | 27 maggio 2008    | Spacewatch           |
| 325344 -         | 2008 KB10                | 27 maggio 2008    | Spacewatch           |
| 325345 -         | 2008 KG10                | 28 maggio 2008    | Spacewatch           |
| 325346 -         | 2008 KB11                | 29 maggio 2008    | Mt. Lemmon Survey    |
| 325347 -         | 2008 KM13                | 27 maggio 2008    | Spacewatch           |
| 325348 -         | 2008 KK17                | 27 maggio 2008    | Spacewatch           |
| 325349 -         | 2008 KK20                | 28 maggio 2008    | Spacewatch           |
| 325350 -         | 2008 KN23                | 28 maggio 2008    | Spacewatch           |
| 325351 -         | 2008 KF29                | 29 maggio 2008    | Spacewatch           |
| 325352 -         | 2008 KB33                | 29 maggio 2008    | Mt. Lemmon Survey    |
| 325353 -         | 2008 KJ38                | 30 maggio 2008    | Spacewatch           |
| 325354 -         | 2008 KT41                | 31 maggio 2008    | Spacewatch           |
| 325355 -         | 2008 LX6                 | 3 giugno 2008     | Spacewatch           |
| 325356 -         | 2008 LU11                | 7 giugno 2008     | Spacewatch           |
| 325357 -         | 2008 LS12                | 9 giugno 2008     | Bickel, W.           |
| 325358 -         | 2008 LG13                | 7 giugno 2008     | Spacewatch           |
| 325359 -         | 2008 MP                  | 24 giugno 2008    | Siding Spring Survey |
| 325360 -         | 2008 MK2                 | 30 giugno 2008    | Spacewatch           |
| 325361 -         | 2008 NB5                 | 3 luglio 2008     | Siding Spring Survey |
| 325362 -         | 2008 OZ21                | 29 luglio 2008    | Spacewatch           |
| 325363 -         | 2008 PM                  | 1º agosto 2008    | Kugel, F.            |
| 325364 -         | 2008 PC3                 | 3 agosto 2008     | Kugel, F.            |
| 325365 -         | 2008 PN17                | 30 luglio 2008    | CSS                  |
| 325366 Asturias  | 2008 QN16                | 24 agosto 2008    | La Canada            |
| 325367 -         | 2008 QA22                | 26 agosto 2008    | LINEAR               |
| 325368 Ihorhuk   | 2008 QK24                | 25 agosto 2008    | Andrushivka          |
| 325369 Shishilov | 2008 QJ29                | 29 agosto 2008    | Zelenchukskaya Stn   |
| 325370 -         | 2008 QE39                | 24 agosto 2008    | Spacewatch           |
| 325371 -         | 2008 QM45                | 30 agosto 2008    | LINEAR               |
| 325372 -         | 2008 RS22                | 5 settembre 2008  | Andrushivka          |
| 325373 -         | 2008 RW40                | 2 settembre 2008  | Spacewatch           |
| 325374 -         | 2008 RR85                | 5 settembre 2008  | Spacewatch           |
| 325375 -         | 2008 RR125               | 7 settembre 2008  | CSS                  |
| 325376 -         | 2008 SH3                 | 22 settembre 2008 | LINEAR               |
| 325377 -         | 2008 SO39                | 20 settembre 2008 | Spacewatch           |
| 325378 -         | 2008 SV98                | 21 settembre 2008 | Spacewatch           |
| 325379 -         | 2008 SG125               | 22 settembre 2008 | Mt. Lemmon Survey    |
| 325380 -         | 2008 SQ152               | 28 settembre 2008 | Tucker, R. A.        |
| 325381 -         | 2008 SH181               | 24 settembre 2008 | Spacewatch           |
| 325382 -         | 2008 SJ230               | 28 settembre 2008 | Mt. Lemmon Survey    |
| 325383 -         | 2008 SC251               | 24 settembre 2008 | Spacewatch           |
| 325384 -         | 2008 SC268               | 24 settembre 2008 | Spacewatch           |
| 325385 -         | 2008 SG276               | 23 settembre 2008 | Mt. Lemmon Survey    |
| 325386 -         | 2008 SE301               | 23 settembre 2008 | LINEAR               |
| 325387 -         | 2008 TZ37                | 1º ottobre 2008   | Mt. Lemmon Survey    |
| 325388 -         | 2008 TM115               | 6 ottobre 2008    | Mt. Lemmon Survey    |
| 325389 -         | 2008 TQ135               | 8 ottobre 2008    | Spacewatch           |
| 325390 -         | 2008 UA69                | 21 ottobre 2008   | Mt. Lemmon Survey    |
| 325391 -         | 2008 UM361               | 27 ottobre 2008   | CSS                  |
| 325392 -         | 2008 VZ26                | 2 novembre 2008   | Spacewatch           |
| 325393 -         | 2008 WW65                | 17 novembre 2008  | Spacewatch           |
| 325394 -         | 2008 YV158               | 30 dicembre 2008  | Mt. Lemmon Survey    |
| 325395 -         | 2009 CQ5                 | 14 febbraio 2009  | CSS                  |
| 325396 -         | 2009 DO129               | 27 febbraio 2009  | Spacewatch           |
| 325397 -         | 2009 DQ136               | 20 febbraio 2009  | Spacewatch           |
| 325398 -         | 2009 EF27                | 15 marzo 2009     | Spacewatch           |
| 325399 -         | 2009 EN28                | 2 marzo 2009      | Mt. Lemmon Survey    |
| 325400 -         | 2009 EU30                | 2 marzo 2009      | Mt. Lemmon Survey    |

## 325401-325500
| Nome               | Designazione provvisoria | Data di scoperta  | Scopritore                    |
| ------------------ | ------------------------ | ----------------- | ----------------------------- |
| 325401 -           | 2009 FB72                | 17 marzo 2009     | Spacewatch                    |
| 325402 -           | 2009 HH2                 | 18 marzo 2009     | Spacewatch                    |
| 325403 -           | 2009 HM22                | 17 aprile 2009    | Spacewatch                    |
| 325404 -           | 2009 HO27                | 18 aprile 2009    | Spacewatch                    |
| 325405 -           | 2009 HE83                | 27 aprile 2009    | Mt. Lemmon Survey             |
| 325406 -           | 2009 HX91                | 29 aprile 2009    | Spacewatch                    |
| 325407 -           | 2009 HC92                | 29 aprile 2009    | Spacewatch                    |
| 325408 -           | 2009 HH100               | 27 aprile 2009    | Spacewatch                    |
| 325409 -           | 2009 JD5                 | 13 maggio 2009    | CSS                           |
| 325410 -           | 2009 JX16                | 14 maggio 2009    | Spacewatch                    |
| 325411 -           | 2009 KQ1                 | 17 maggio 2009    | OAM                           |
| 325412 -           | 2009 KB4                 | 24 maggio 2009    | CSS                           |
| 325413 -           | 2009 KP5                 | 24 maggio 2009    | CSS                           |
| 325414 -           | 2009 KX7                 | 15 agosto 2006    | NEAT                          |
| 325415 -           | 2009 KM18                | 27 maggio 2009    | Mt. Lemmon Survey             |
| 325416 -           | 2009 KB19                | 28 maggio 2009    | Mt. Lemmon Survey             |
| 325417 -           | 2009 KF22                | 16 maggio 2009    | Spacewatch                    |
| 325418 -           | 2009 KY35                | 20 maggio 2009    | LINEAR                        |
| 325419 -           | 2009 KA36                | 16 maggio 2009    | Mt. Lemmon Survey             |
| 325420 -           | 2009 MK1                 | 11 marzo 2005     | Mt. Lemmon Survey             |
| 325421 -           | 2009 NF                  | 1º luglio 2009    | Teamo, N.                     |
| 325422 -           | 2009 NN1                 | 15 luglio 2009    | OAM                           |
| 325423 -           | 2009 OC2                 | 20 luglio 2009    | Matson, R.                    |
| 325424 -           | 2009 OX3                 | 22 luglio 2009    | Teamo, N.                     |
| 325425 -           | 2009 OZ5                 | 17 luglio 2009    | OAM                           |
| 325426 -           | 2009 OZ8                 | 28 luglio 2009    | OAM                           |
| 325427 -           | 2009 OG9                 | 28 luglio 2009    | OAM                           |
| 325428 -           | 2009 OL13                | 27 luglio 2009    | Spacewatch                    |
| 325429 -           | 2009 OL14                | 30 luglio 2009    | Spacewatch                    |
| 325430 -           | 2009 OY15                | 28 luglio 2009    | Spacewatch                    |
| 325431 -           | 2009 OJ16                | 28 luglio 2009    | Spacewatch                    |
| 325432 -           | 2009 OJ19                | 28 luglio 2009    | Spacewatch                    |
| 325433 -           | 2009 OR19                | 30 luglio 2009    | Calvin College                |
| 325434 -           | 2009 OW20                | 25 luglio 2009    | OAM                           |
| 325435 -           | 2009 OP21                | 26 luglio 2009    | Bickel, W.                    |
| 325436 Khlebov     | 2009 OJ23                | 26 luglio 2009    | Kryachko, T. V.               |
| 325437 -           | 2009 PE7                 | 15 agosto 2009    | Spacewatch                    |
| 325438 -           | 2009 PN19                | 15 agosto 2009    | Spacewatch                    |
| 325439 -           | 2009 PM20                | 15 agosto 2009    | Spacewatch                    |
| 325440 -           | 2009 PP20                | 15 agosto 2009    | Spacewatch                    |
| 325441 -           | 2009 QK                  | 16 agosto 2009    | Ries, W.                      |
| 325442 -           | 2009 QZ1                 | 17 agosto 2009    | Ory, M.                       |
| 325443 -           | 2009 QT3                 | 16 agosto 2009    | CSS                           |
| 325444 -           | 2009 QE6                 | 17 agosto 2009    | Teamo, N.                     |
| 325445 -           | 2009 QG6                 | 18 agosto 2009    | OAM                           |
| 325446 -           | 2009 QD13                | 16 agosto 2009    | Spacewatch                    |
| 325447 -           | 2009 QR13                | 16 agosto 2009    | Spacewatch                    |
| 325448 -           | 2009 QC14                | 16 agosto 2009    | Spacewatch                    |
| 325449 -           | 2009 QN14                | 16 agosto 2009    | Spacewatch                    |
| 325450 -           | 2009 QM15                | 16 agosto 2009    | Spacewatch                    |
| 325451 -           | 2009 QN16                | 16 agosto 2009    | Spacewatch                    |
| 325452 -           | 2009 QA19                | 17 agosto 2009    | Spacewatch                    |
| 325453 -           | 2009 QZ20                | 19 agosto 2009    | OAM                           |
| 325454 -           | 2009 QW24                | 17 agosto 2009    | OAM                           |
| 325455 Della Valle | 2009 QJ26                | 20 agosto 2009    | Tonincelli, M., Marinello, W. |
| 325456 -           | 2009 QT27                | 17 agosto 2009    | OAM                           |
| 325457 -           | 2009 QZ29                | 23 agosto 2009    | Karge, S., Kling, R.          |
| 325458 -           | 2009 QR37                | 27 agosto 2009    | OAM                           |
| 325459 -           | 2009 QA39                | 20 agosto 2009    | Spacewatch                    |
| 325460 -           | 2009 QV44                | 27 agosto 2009    | CSS                           |
| 325461 -           | 2009 QU46                | 27 agosto 2009    | OAM                           |
| 325462 Felanitx    | 2009 QR47                | 28 agosto 2009    | OAM                           |
| 325463 -           | 2009 QO50                | 28 agosto 2009    | Spacewatch                    |
| 325464 -           | 2009 QN51                | 22 ottobre 2005   | Spacewatch                    |
| 325465 -           | 2009 QM52                | 16 agosto 2009    | Spacewatch                    |
| 325466 -           | 2009 QR53                | 16 agosto 2009    | Spacewatch                    |
| 325467 -           | 2009 QN54                | 27 agosto 2009    | Spacewatch                    |
| 325468 -           | 2009 QO55                | 16 agosto 2009    | Spacewatch                    |
| 325469 -           | 2009 QZ56                | 16 agosto 2009    | Spacewatch                    |
| 325470 -           | 2009 QO57                | 27 agosto 2009    | Spacewatch                    |
| 325471 -           | 2009 QR59                | 21 agosto 2009    | LINEAR                        |
| 325472 -           | 2009 QX59                | 16 agosto 2009    | Spacewatch                    |
| 325473 -           | 2009 QM61                | 22 agosto 2009    | LINEAR                        |
| 325474 -           | 2009 QP62                | 16 agosto 2009    | Spacewatch                    |
| 325475 -           | 2009 QS62                | 18 agosto 2009    | Spacewatch                    |
| 325476 -           | 2009 RY                  | 10 settembre 2009 | ESA OGS                       |
| 325477 -           | 2009 RG1                 | 11 settembre 2009 | OAM                           |
| 325478 -           | 2009 RK1                 | 10 settembre 2009 | OAM                           |
| 325479 -           | 2009 RF2                 | 12 settembre 2009 | LINEAR                        |
| 325480 -           | 2009 RW2                 | 11 settembre 2009 | Sarneczky, K.                 |
| 325481 -           | 2009 RK6                 | 19 agosto 2009    | Spacewatch                    |
| 325482 -           | 2009 RM6                 | 15 settembre 2009 | BATTeRS                       |
| 325483 -           | 2009 RJ8                 | 12 settembre 2009 | Spacewatch                    |
| 325484 -           | 2009 RX8                 | 12 settembre 2009 | Spacewatch                    |
| 325485 -           | 2009 RL9                 | 12 settembre 2009 | Spacewatch                    |
| 325486 -           | 2009 RN11                | 12 settembre 2009 | Spacewatch                    |
| 325487 -           | 2009 RP12                | 12 settembre 2009 | Spacewatch                    |
| 325488 -           | 2009 RF13                | 12 settembre 2009 | Spacewatch                    |
| 325489 -           | 2009 RJ13                | 12 settembre 2009 | Spacewatch                    |
| 325490 -           | 2009 RJ15                | 12 settembre 2009 | Spacewatch                    |
| 325491 -           | 2009 RP17                | 12 settembre 2009 | Spacewatch                    |
| 325492 -           | 2009 RW17                | 12 settembre 2009 | Spacewatch                    |
| 325493 -           | 2009 RF18                | 12 settembre 2009 | Spacewatch                    |
| 325494 -           | 2009 RK18                | 12 settembre 2009 | Spacewatch                    |
| 325495 -           | 2009 RC19                | 13 settembre 2009 | PMO NEO Survey Program        |
| 325496 -           | 2009 RP19                | 14 settembre 2009 | OAM                           |
| 325497 -           | 2009 RS25                | 15 settembre 2009 | Spacewatch                    |
| 325498 -           | 2009 RK28                | 12 settembre 2009 | Spacewatch                    |
| 325499 -           | 2009 RL30                | 14 settembre 2009 | Spacewatch                    |
| 325500 -           | 2009 RX34                | 14 settembre 2009 | Spacewatch                    |

## 325501-325600
| Nome            | Designazione provvisoria | Data di scoperta  | Scopritore                  |
| --------------- | ------------------------ | ----------------- | --------------------------- |
| 325501 -        | 2009 RP35                | 14 settembre 2009 | Spacewatch                  |
| 325502 -        | 2009 RK43                | 15 settembre 2009 | Spacewatch                  |
| 325503 -        | 2009 RO43                | 15 settembre 2009 | Spacewatch                  |
| 325504 -        | 2009 RC50                | 15 settembre 2009 | Spacewatch                  |
| 325505 -        | 2009 RM50                | 15 settembre 2009 | Spacewatch                  |
| 325506 -        | 2009 RC51                | 15 settembre 2009 | Spacewatch                  |
| 325507 -        | 2009 RZ51                | 15 settembre 2009 | Spacewatch                  |
| 325508 -        | 2009 RB52                | 15 settembre 2009 | Spacewatch                  |
| 325509 -        | 2009 RA53                | 15 settembre 2009 | Spacewatch                  |
| 325510 -        | 2009 RD53                | 15 settembre 2009 | Spacewatch                  |
| 325511 -        | 2009 RF55                | 15 settembre 2009 | Spacewatch                  |
| 325512 -        | 2009 RG56                | 15 settembre 2009 | Spacewatch                  |
| 325513 -        | 2009 RO56                | 15 settembre 2009 | Spacewatch                  |
| 325514 -        | 2009 RH57                | 15 settembre 2009 | Spacewatch                  |
| 325515 -        | 2009 RS59                | 10 settembre 2009 | CSS                         |
| 325516 -        | 2009 RF60                | 11 settembre 2009 | CSS                         |
| 325517 -        | 2009 RT61                | 9 gennaio 2002    | Spacewatch                  |
| 325518 -        | 2009 RY61                | 14 settembre 2009 | OAM                         |
| 325519 -        | 2009 RF63                | 13 settembre 2009 | Siding Spring Survey        |
| 325520 -        | 2009 RH65                | 15 settembre 2009 | Spacewatch                  |
| 325521 -        | 2009 RX66                | 15 settembre 2009 | Spacewatch                  |
| 325522 -        | 2009 RN68                | 15 settembre 2009 | Spacewatch                  |
| 325523 -        | 2009 RN69                | 15 settembre 2009 | Spacewatch                  |
| 325524 -        | 2009 RY71                | 15 settembre 2009 | Spacewatch                  |
| 325525 -        | 2009 RG72                | 15 settembre 2009 | Spacewatch                  |
| 325526 -        | 2009 RJ74                | 13 settembre 2009 | LINEAR                      |
| 325527 -        | 2009 SE10                | 16 settembre 2009 | Mt. Lemmon Survey           |
| 325528 -        | 2009 SM12                | 16 settembre 2009 | Mt. Lemmon Survey           |
| 325529 -        | 2009 SL16                | 17 settembre 2009 | Mt. Lemmon Survey           |
| 325530 -        | 2009 SN19                | 23 settembre 2009 | Lowe, A.                    |
| 325531 -        | 2009 SY19                | 18 settembre 2009 | Mt. Lemmon Survey           |
| 325532 -        | 2009 SZ19                | 18 settembre 2009 | Mt. Lemmon Survey           |
| 325533 -        | 2009 ST38                | 16 settembre 2009 | Spacewatch                  |
| 325534 -        | 2009 SW40                | 16 settembre 2009 | Spacewatch                  |
| 325535 -        | 2009 SD43                | 16 settembre 2009 | Mt. Lemmon Survey           |
| 325536 -        | 2009 SX46                | 16 settembre 2009 | Spacewatch                  |
| 325537 -        | 2009 SG49                | 17 settembre 2009 | OAM                         |
| 325538 -        | 2009 SF50                | 17 settembre 2009 | Spacewatch                  |
| 325539 -        | 2009 SZ56                | 17 settembre 2009 | Spacewatch                  |
| 325540 -        | 2009 SE57                | 17 settembre 2009 | Spacewatch                  |
| 325541 -        | 2009 SG58                | 17 settembre 2009 | Spacewatch                  |
| 325542 -        | 2009 SE60                | 17 settembre 2009 | Spacewatch                  |
| 325543 -        | 2009 SP63                | 29 aprile 2008    | Mt. Lemmon Survey           |
| 325544 -        | 2009 SN70                | 17 settembre 2009 | Spacewatch                  |
| 325545 -        | 2009 SZ70                | 17 settembre 2009 | Spacewatch                  |
| 325546 -        | 2009 SG71                | 17 settembre 2009 | Mt. Lemmon Survey           |
| 325547 -        | 2009 SG72                | 17 settembre 2009 | Mt. Lemmon Survey           |
| 325548 -        | 2009 SQ74                | 17 settembre 2009 | Spacewatch                  |
| 325549 -        | 2009 SG75                | 17 settembre 2009 | Spacewatch                  |
| 325550 -        | 2009 SN75                | 17 settembre 2009 | Spacewatch                  |
| 325551 -        | 2009 SM78                | 18 settembre 2009 | Spacewatch                  |
| 325552 -        | 2009 SJ80                | 18 settembre 2009 | Mt. Lemmon Survey           |
| 325553 -        | 2009 SZ81                | 10 marzo 2007     | Mt. Lemmon Survey           |
| 325554 -        | 2009 SO83                | 5 marzo 2002      | Sloan Digital Sky Survey    |
| 325555 -        | 2009 SH85                | 18 settembre 2009 | Mt. Lemmon Survey           |
| 325556 -        | 2009 SP90                | 18 settembre 2009 | Mt. Lemmon Survey           |
| 325557 -        | 2009 SK101               | 22 settembre 2009 | Schwab, E., Kling, R.       |
| 325558 Guyane   | 2009 SP101               | 24 settembre 2009 | Schwab, E.                  |
| 325559 -        | 2009 SQ102               | 23 settembre 2009 | Ries, W.                    |
| 325560 -        | 2009 SY104               | 26 settembre 2009 | Ries, W.                    |
| 325561 -        | 2009 SC107               | 16 settembre 2009 | CSS                         |
| 325562 -        | 2009 SK107               | 16 settembre 2009 | Spacewatch                  |
| 325563 -        | 2009 SQ110               | 17 settembre 2009 | Spacewatch                  |
| 325564 -        | 2009 ST111               | 18 settembre 2009 | Spacewatch                  |
| 325565 -        | 2009 SB114               | 18 settembre 2009 | Spacewatch                  |
| 325566 -        | 2009 SS117               | 18 settembre 2009 | Spacewatch                  |
| 325567 -        | 2009 SY121               | 18 settembre 2009 | Spacewatch                  |
| 325568 -        | 2009 SR124               | 18 settembre 2009 | Spacewatch                  |
| 325569 -        | 2009 SR126               | 18 settembre 2009 | Spacewatch                  |
| 325570 -        | 2009 SZ126               | 18 settembre 2009 | Spacewatch                  |
| 325571 -        | 2009 SF127               | 18 settembre 2009 | Spacewatch                  |
| 325572 -        | 2009 SO130               | 18 settembre 2009 | Spacewatch                  |
| 325573 -        | 2009 SX130               | 18 settembre 2009 | Spacewatch                  |
| 325574 -        | 2009 SL131               | 18 settembre 2009 | Spacewatch                  |
| 325575 -        | 2009 SQ132               | 18 settembre 2009 | Spacewatch                  |
| 325576 -        | 2009 SV135               | 18 settembre 2009 | Spacewatch                  |
| 325577 -        | 2009 SY135               | 18 settembre 2009 | Spacewatch                  |
| 325578 -        | 2009 SV136               | 18 settembre 2009 | Spacewatch                  |
| 325579 -        | 2009 SX136               | 18 settembre 2009 | Spacewatch                  |
| 325580 -        | 2009 SE137               | 18 settembre 2009 | Spacewatch                  |
| 325581 -        | 2009 SK137               | 18 settembre 2009 | Spacewatch                  |
| 325582 -        | 2009 SC139               | 18 settembre 2009 | PMO NEO Survey Program      |
| 325583 -        | 2009 SH140               | 19 settembre 2009 | Spacewatch                  |
| 325584 -        | 2009 SW140               | 19 settembre 2009 | Spacewatch                  |
| 325585 -        | 2009 SH143               | 19 settembre 2009 | CSS                         |
| 325586 -        | 2009 SL144               | 27 marzo 2003     | Spacewatch                  |
| 325587 -        | 2009 SB145               | 19 settembre 2009 | Mt. Lemmon Survey           |
| 325588 Bridzius | 2009 SS148               | 19 settembre 2009 | Cernis, K., Zdanavicius, J. |
| 325589 -        | 2009 SG150               | 20 settembre 2009 | Spacewatch                  |
| 325590 -        | 2009 SQ154               | 20 settembre 2009 | Spacewatch                  |
| 325591 -        | 2009 SV156               | 20 settembre 2009 | Spacewatch                  |
| 325592 -        | 2009 SV157               | 20 settembre 2009 | Spacewatch                  |
| 325593 -        | 2009 SB158               | 20 settembre 2009 | Mt. Lemmon Survey           |
| 325594 -        | 2009 SD158               | 20 settembre 2009 | Spacewatch                  |
| 325595 -        | 2009 SB159               | 20 settembre 2009 | Spacewatch                  |
| 325596 -        | 2009 SV160               | 20 settembre 2009 | Spacewatch                  |
| 325597 -        | 2009 SM162               | 11 settembre 2004 | Spacewatch                  |
| 325598 -        | 2009 SM166               | 17 settembre 2003 | Spacewatch                  |
| 325599 -        | 2009 SD179               | 20 settembre 2009 | Mt. Lemmon Survey           |
| 325600 -        | 2009 SB185               | 21 settembre 2009 | Spacewatch                  |

## 325601-325700
| Nome     | Designazione provvisoria | Data di scoperta  | Scopritore        |
| -------- | ------------------------ | ----------------- | ----------------- |
| 325601 - | 2009 SR185               | 21 settembre 2009 | Spacewatch        |
| 325602 - | 2009 SC191               | 22 settembre 2009 | Spacewatch        |
| 325603 - | 2009 SB198               | 22 settembre 2009 | Spacewatch        |
| 325604 - | 2009 SJ204               | 22 settembre 2009 | Spacewatch        |
| 325605 - | 2009 SA210               | 23 settembre 2009 | Spacewatch        |
| 325606 - | 2009 SN213               | 23 settembre 2009 | CSS               |
| 325607 - | 2009 ST214               | 23 settembre 2009 | Spacewatch        |
| 325608 - | 2009 SC216               | 24 settembre 2009 | Spacewatch        |
| 325609 - | 2009 SU216               | 24 settembre 2009 | Spacewatch        |
| 325610 - | 2009 SE217               | 25 novembre 2005  | Spacewatch        |
| 325611 - | 2009 SG230               | 16 settembre 2009 | CSS               |
| 325612 - | 2009 SN231               | 19 settembre 2009 | Spacewatch        |
| 325613 - | 2009 SL232               | 27 marzo 1996     | Spacewatch        |
| 325614 - | 2009 SQ232               | 19 settembre 2009 | CSS               |
| 325615 - | 2009 SL234               | 16 settembre 2009 | CSS               |
| 325616 - | 2009 SO235               | 16 settembre 2009 | Spacewatch        |
| 325617 - | 2009 SZ237               | 16 settembre 2009 | CSS               |
| 325618 - | 2009 SX239               | 17 settembre 2009 | CSS               |
| 325619 - | 2009 SB240               | 17 settembre 2009 | CSS               |
| 325620 - | 2009 SV242               | 29 settembre 2009 | Tozzi, F.         |
| 325621 - | 2009 SM250               | 26 febbraio 2007  | Mt. Lemmon Survey |
| 325622 - | 2009 SH254               | 20 settembre 2009 | Spacewatch        |
| 325623 - | 2009 SM256               | 21 settembre 2009 | Mt. Lemmon Survey |
| 325624 - | 2009 SZ263               | 23 settembre 2009 | Mt. Lemmon Survey |
| 325625 - | 2009 SN267               | 23 settembre 2009 | Mt. Lemmon Survey |
| 325626 - | 2009 SF270               | 24 settembre 2009 | Spacewatch        |
| 325627 - | 2009 SO270               | 24 settembre 2009 | Mt. Lemmon Survey |
| 325628 - | 2009 SA273               | 25 settembre 2009 | Spacewatch        |
| 325629 - | 2009 SL274               | 25 settembre 2009 | Spacewatch        |
| 325630 - | 2009 SY278               | 25 settembre 2009 | Spacewatch        |
| 325631 - | 2009 SP279               | 25 settembre 2009 | Spacewatch        |
| 325632 - | 2009 SK282               | 25 settembre 2009 | Spacewatch        |
| 325633 - | 2009 SU283               | 25 settembre 2009 | Spacewatch        |
| 325634 - | 2009 SW283               | 25 settembre 2009 | Spacewatch        |
| 325635 - | 2009 SB287               | 25 settembre 2009 | Spacewatch        |
| 325636 - | 2009 SU296               | 28 settembre 2009 | Spacewatch        |
| 325637 - | 2009 SX297               | 28 settembre 2009 | Mt. Lemmon Survey |
| 325638 - | 2009 SE299               | 29 settembre 2009 | Mt. Lemmon Survey |
| 325639 - | 2009 SE307               | 17 settembre 2009 | Spacewatch        |
| 325640 - | 2009 SO307               | 17 settembre 2009 | Spacewatch        |
| 325641 - | 2009 SW307               | 29 settembre 2008 | Mt. Lemmon Survey |
| 325642 - | 2009 SY315               | 19 settembre 2009 | CSS               |
| 325643 - | 2009 SA318               | 13 marzo 2007     | Mt. Lemmon Survey |
| 325644 - | 2009 SJ321               | 28 gennaio 2006   | Spacewatch        |
| 325645 - | 2009 SR323               | 23 settembre 2009 | Spacewatch        |
| 325646 - | 2009 SL324               | 20 dicembre 2000  | Spacewatch        |
| 325647 - | 2009 SL326               | 29 settembre 2009 | Spacewatch        |
| 325648 - | 2009 SM328               | 28 settembre 2009 | CSS               |
| 325649 - | 2009 SL330               | 18 settembre 2009 | CSS               |
| 325650 - | 2009 ST330               | 19 settembre 2009 | CSS               |
| 325651 - | 2009 SV330               | 19 settembre 2009 | CSS               |
| 325652 - | 2009 SM332               | 21 settembre 2009 | CSS               |
| 325653 - | 2009 SN334               | 22 settembre 2009 | CSS               |
| 325654 - | 2009 SM335               | 4 febbraio 2006   | Mt. Lemmon Survey |
| 325655 - | 2009 SB337               | 24 settembre 2009 | CSS               |
| 325656 - | 2009 SX341               | 16 settembre 2009 | CSS               |
| 325657 - | 2009 SA342               | 16 settembre 2009 | Spacewatch        |
| 325658 - | 2009 SN345               | 26 marzo 2007     | Mt. Lemmon Survey |
| 325659 - | 2009 SR351               | 21 settembre 2009 | Mt. Lemmon Survey |
| 325660 - | 2009 SW353               | 21 settembre 2009 | Mt. Lemmon Survey |
| 325661 - | 2009 SD354               | 18 settembre 2009 | Spacewatch        |
| 325662 - | 2009 SQ356               | 18 settembre 2009 | Mt. Lemmon Survey |
| 325663 - | 2009 SS358               | 18 settembre 2009 | CSS               |
| 325664 - | 2009 SC360               | 27 settembre 2009 | LINEAR            |
| 325665 - | 2009 SJ360               | 28 settembre 2009 | Mt. Lemmon Survey |
| 325666 - | 2009 SN360               | 29 settembre 2009 | CSS               |
| 325667 - | 2009 SS363               | 22 settembre 2009 | Spacewatch        |
| 325668 - | 2009 SF364               | 28 settembre 2009 | Mt. Lemmon Survey |
| 325669 - | 2009 TF                  | 1º ottobre 2009   | Spacewatch        |
| 325670 - | 2009 TP2                 | 10 ottobre 2009   | OAM               |
| 325671 - | 2009 TU2                 | 11 ottobre 2009   | Lake Tekapo       |
| 325672 - | 2009 TY4                 | 22 settembre 2009 | Spacewatch        |
| 325673 - | 2009 TO5                 | 11 ottobre 2009   | Mt. Lemmon Survey |
| 325674 - | 2009 TQ6                 | 12 ottobre 2009   | OAM               |
| 325675 - | 2009 TZ8                 | 12 ottobre 2009   | OAM               |
| 325676 - | 2009 TL13                | 15 ottobre 2009   | BATTeRS           |
| 325677 - | 2009 TB16                | 28 agosto 2003    | NEAT              |
| 325678 - | 2009 TS17                | 2 ottobre 2009    | Mt. Lemmon Survey |
| 325679 - | 2009 TH27                | 1º ottobre 2009   | Mt. Lemmon Survey |
| 325680 - | 2009 TQ33                | 9 ottobre 2009    | CSS               |
| 325681 - | 2009 TX37                | 13 ottobre 2009   | OAM               |
| 325682 - | 2009 TE38                | 14 ottobre 2009   | CSS               |
| 325683 - | 2009 TQ38                | 15 ottobre 2009   | OAM               |
| 325684 - | 2009 TL39                | 15 ottobre 2009   | OAM               |
| 325685 - | 2009 TV40                | 2 ottobre 2009    | Mt. Lemmon Survey |
| 325686 - | 2009 TN41                | 15 ottobre 2009   | Mt. Lemmon Survey |
| 325687 - | 2009 TJ45                | 11 novembre 2004  | Spacewatch        |
| 325688 - | 2009 TP46                | 13 ottobre 2009   | LINEAR            |
| 325689 - | 2009 UX5                 | 18 ottobre 2009   | CSS               |
| 325690 - | 2009 UN13                | 18 ottobre 2009   | Spacewatch        |
| 325691 - | 2009 UP15                | 17 ottobre 2009   | OAM               |
| 325692 - | 2009 UL16                | 16 ottobre 2009   | CSS               |
| 325693 - | 2009 UB20                | 23 ottobre 2009   | CSS               |
| 325694 - | 2009 UA22                | 16 ottobre 2009   | CSS               |
| 325695 - | 2009 UF23                | 17 ottobre 2009   | OAM               |
| 325696 - | 2009 UA34                | 18 ottobre 2009   | Mt. Lemmon Survey |
| 325697 - | 2009 UZ35                | 22 ottobre 2009   | Mt. Lemmon Survey |
| 325698 - | 2009 UP39                | 22 ottobre 2009   | Mt. Lemmon Survey |
| 325699 - | 2009 UA47                | 18 ottobre 2009   | Mt. Lemmon Survey |
| 325700 - | 2009 UT51                | 11 ottobre 2009   | Mt. Lemmon Survey |

## 325701-325800
| Nome     | Designazione provvisoria | Data di scoperta  | Scopritore               |
| -------- | ------------------------ | ----------------- | ------------------------ |
| 325701 - | 2009 UG52                | 22 ottobre 2009   | Mt. Lemmon Survey        |
| 325702 - | 2009 UE56                | 23 ottobre 2009   | Mt. Lemmon Survey        |
| 325703 - | 2009 UL57                | 23 ottobre 2009   | Mt. Lemmon Survey        |
| 325704 - | 2009 UZ68                | 14 febbraio 2008  | Mt. Lemmon Survey        |
| 325705 - | 2009 UB72                | 23 ottobre 2009   | Mt. Lemmon Survey        |
| 325706 - | 2009 UR73                | 18 ottobre 2009   | Mt. Lemmon Survey        |
| 325707 - | 2009 UN81                | 22 ottobre 2009   | Mt. Lemmon Survey        |
| 325708 - | 2009 UX89                | 26 ottobre 2009   | BATTeRS                  |
| 325709 - | 2009 UF90                | 22 ottobre 2009   | LINEAR                   |
| 325710 - | 2009 UL90                | 16 ottobre 2009   | CSS                      |
| 325711 - | 2009 UY92                | 24 ottobre 2009   | Spacewatch               |
| 325712 - | 2009 UK96                | 22 ottobre 2009   | Mt. Lemmon Survey        |
| 325713 - | 2009 UO96                | 22 ottobre 2009   | Mt. Lemmon Survey        |
| 325714 - | 2009 UQ99                | 2 aprile 2002     | Spacewatch               |
| 325715 - | 2009 UG102               | 17 settembre 2009 | Spacewatch               |
| 325716 - | 2009 UZ102               | 24 ottobre 2009   | CSS                      |
| 325717 - | 2009 UA104               | 25 ottobre 2009   | Mt. Lemmon Survey        |
| 325718 - | 2009 UL116               | 22 ottobre 2009   | Mt. Lemmon Survey        |
| 325719 - | 2009 UU119               | 23 ottobre 2009   | Mt. Lemmon Survey        |
| 325720 - | 2009 UV119               | 23 ottobre 2009   | Mt. Lemmon Survey        |
| 325721 - | 2009 UT133               | 22 ottobre 2009   | Mt. Lemmon Survey        |
| 325722 - | 2009 UQ134               | 23 ottobre 2009   | Mt. Lemmon Survey        |
| 325723 - | 2009 UH140               | 18 ottobre 2009   | OAM                      |
| 325724 - | 2009 UC141               | 27 ottobre 2009   | Mt. Lemmon Survey        |
| 325725 - | 2009 UG141               | 23 gennaio 2006   | Spacewatch               |
| 325726 - | 2009 UM151               | 22 ottobre 2009   | CSS                      |
| 325727 - | 2009 UN155               | 31 marzo 2003     | Spacewatch               |
| 325728 - | 2009 VS18                | 23 agosto 2003    | NEAT                     |
| 325729 - | 2009 VH29                | 9 novembre 2009   | Spacewatch               |
| 325730 - | 2009 VD40                | 11 novembre 2009  | Teamo, N.                |
| 325731 - | 2009 VF40                | 8 novembre 2009   | CSS                      |
| 325732 - | 2009 VX44                | 14 novembre 2009  | Lowe, A.                 |
| 325733 - | 2009 VK47                | 9 novembre 2009   | Mt. Lemmon Survey        |
| 325734 - | 2009 VH50                | 12 novembre 2009  | OAM                      |
| 325735 - | 2009 VM55                | 11 novembre 2009  | Spacewatch               |
| 325736 - | 2009 VM72                | 14 novembre 2009  | LINEAR                   |
| 325737 - | 2009 VT76                | 14 marzo 2007     | Spacewatch               |
| 325738 - | 2009 VF78                | 9 novembre 2009   | CSS                      |
| 325739 - | 2009 VK79                | 9 gennaio 2006    | Mt. Lemmon Survey        |
| 325740 - | 2009 VD81                | 11 ottobre 2009   | Mt. Lemmon Survey        |
| 325741 - | 2009 VZ92                | 9 novembre 2009   | CSS                      |
| 325742 - | 2009 VH106               | 9 novembre 2009   | CSS                      |
| 325743 - | 2009 VT110               | 10 novembre 2009  | Mt. Lemmon Survey        |
| 325744 - | 2009 WE1                 | 17 novembre 2009  | Lowe, A.                 |
| 325745 - | 2009 WG4                 | 16 novembre 2009  | Spacewatch               |
| 325746 - | 2009 WV12                | 16 novembre 2009  | Mt. Lemmon Survey        |
| 325747 - | 2009 WQ47                | 19 novembre 2009  | Spacewatch               |
| 325748 - | 2009 WV47                | 19 novembre 2009  | Mt. Lemmon Survey        |
| 325749 - | 2009 WC53                | 22 novembre 2009  | BATTeRS                  |
| 325750 - | 2009 WN55                | 14 maggio 2008    | Mt. Lemmon Survey        |
| 325751 - | 2009 WB74                | 18 novembre 2009  | Spacewatch               |
| 325752 - | 2009 WW87                | 19 novembre 2009  | Spacewatch               |
| 325753 - | 2009 WH90                | 7 ottobre 2004    | LONEOS                   |
| 325754 - | 2009 WE93                | 19 novembre 2009  | OAM                      |
| 325755 - | 2009 WU97                | 20 novembre 2009  | OAM                      |
| 325756 - | 2009 WN114               | 19 novembre 2009  | Mt. Lemmon Survey        |
| 325757 - | 2009 WA163               | 21 novembre 2009  | Spacewatch               |
| 325758 - | 2009 WM190               | 24 novembre 2009  | Spacewatch               |
| 325759 - | 2009 WG204               | 16 novembre 2009  | OAM                      |
| 325760 - | 2009 WN248               | 17 novembre 2009  | CSS                      |
| 325761 - | 2009 WH249               | 16 settembre 2003 | Spacewatch               |
| 325762 - | 2010 AL94                | 13 aprile 2004    | Spacewatch               |
| 325763 - | 2010 AU97                | 31 gennaio 2006   | Spacewatch               |
| 325764 - | 2010 AF105               | 12 gennaio 2010   | WISE                     |
| 325765 - | 2010 BJ7                 | 26 settembre 2003 | Sloan Digital Sky Survey |
| 325766 - | 2010 JX140               | 15 maggio 2010    | WISE                     |
| 325767 - | 2010 KG108               | 29 maggio 2010    | WISE                     |
| 325768 - | 2010 LV14                | 3 giugno 2010     | Spacewatch               |
| 325769 - | 2010 LY63                | 12 giugno 2010    | Siding Spring Survey     |
| 325770 - | 2010 MO54                | 16 giugno 2010    | WISE                     |
| 325771 - | 2010 MC67                | 30 dicembre 2007  | Spacewatch               |
| 325772 - | 2010 NH10                | 16 ottobre 2001   | NEAT                     |
| 325773 - | 2010 NL35                | 9 febbraio 2008   | Mt. Lemmon Survey        |
| 325774 - | 2010 NR73                | 15 luglio 2010    | WISE                     |
| 325775 - | 2010 NE76                | 15 luglio 2010    | WISE                     |
| 325776 - | 2010 OV14                | 19 gennaio 2008   | Mt. Lemmon Survey        |
| 325777 - | 2010 OE29                | 20 gennaio 2008   | Spacewatch               |
| 325778 - | 2010 OG60                | 12 marzo 2008     | Spacewatch               |
| 325779 - | 2010 OT76                | 3 ottobre 2006    | Mt. Lemmon Survey        |
| 325780 - | 2010 OC79                | 29 febbraio 2008  | Spacewatch               |
| 325781 - | 2010 OL104               | 1º settembre 2005 | Spacewatch               |
| 325782 - | 2010 OV125               | 13 gennaio 2003   | Spacewatch               |
| 325783 - | 2010 PA10                | 4 agosto 2010     | LINEAR                   |
| 325784 - | 2010 PP38                | 6 agosto 2010     | WISE                     |
| 325785 - | 2010 PU46                | 1º marzo 2008     | Spacewatch               |
| 325786 - | 2010 PC58                | 3 settembre 1999  | Spacewatch               |
| 325787 - | 2010 PS58                | 9 agosto 2010     | LINEAR                   |
| 325788 - | 2010 PK78                | 14 dicembre 2006  | NEAT                     |
| 325789 - | 2010 QD1                 | 16 agosto 2010    | OAM                      |
| 325790 - | 2010 QX1                 | 8 gennaio 2003    | LONEOS                   |
| 325791 - | 2010 RX4                 | 1º settembre 2010 | ESA OGS                  |
| 325792 - | 2010 RO51                | 4 settembre 2010  | Spacewatch               |
| 325793 - | 2010 RS60                | 6 settembre 2010  | Spacewatch               |
| 325794 - | 2010 RH63                | 8 febbraio 2008   | Spacewatch               |
| 325795 - | 2010 RJ67                | 29 marzo 2008     | CSS                      |
| 325796 - | 2010 RY68                | 6 novembre 2007   | Mt. Lemmon Survey        |
| 325797 - | 2010 RQ69                | 18 settembre 2007 | Mt. Lemmon Survey        |
| 325798 - | 2010 RF70                | 16 luglio 2007    | Siding Spring Survey     |
| 325799 - | 2010 RN79                | 22 maggio 2001    | LONEOS                   |
| 325800 - | 2010 RC81                | 24 agosto 2000    | LINEAR                   |

## 325801-325900
| Nome              | Designazione provvisoria | Data di scoperta  | Scopritore               |
| ----------------- | ------------------------ | ----------------- | ------------------------ |
| 325801 -          | 2010 RE81                | 10 settembre 2010 | CSS                      |
| 325802 -          | 2010 RO81                | 22 settembre 2003 | LONEOS                   |
| 325803 -          | 2010 RH93                | 1º novembre 2000  | LINEAR                   |
| 325804 -          | 2010 RS100               | 16 ottobre 2007   | Mt. Lemmon Survey        |
| 325805 -          | 2010 RG101               | 28 settembre 2003 | Spacewatch               |
| 325806 -          | 2010 RT103               | 25 dicembre 2003  | Spacewatch               |
| 325807 -          | 2010 RE105               | 2 aprile 2005     | Mt. Lemmon Survey        |
| 325808 -          | 2010 RZ105               | 19 novembre 2003  | LONEOS                   |
| 325809 -          | 2010 RY111               | 4 aprile 2005     | CSS                      |
| 325810 -          | 2010 RE112               | 29 agosto 2006    | Spacewatch               |
| 325811 -          | 2010 RG115               | 11 settembre 2010 | Spacewatch               |
| 325812 Zouchenglu | 2010 RT115               | 3 gennaio 2008    | PMO NEO Survey Program   |
| 325813 -          | 2010 RF120               | 7 gennaio 2003    | LINEAR                   |
| 325814 -          | 2010 RK120               | 8 febbraio 2008   | Mt. Lemmon Survey        |
| 325815 -          | 2010 RS125               | 30 settembre 2006 | CSS                      |
| 325816 -          | 2010 RH130               | 16 dicembre 2006  | Mt. Lemmon Survey        |
| 325817 -          | 2010 RX143               | 1º novembre 2007  | Spacewatch               |
| 325818 -          | 2010 RP145               | 24 marzo 1998     | Spacewatch               |
| 325819 -          | 2010 RF149               | 11 marzo 2005     | Mt. Lemmon Survey        |
| 325820 -          | 2010 RA154               | 18 novembre 2006  | Spacewatch               |
| 325821 -          | 2010 RM156               | 3 marzo 2005      | CSS                      |
| 325822 -          | 2010 RM164               | 28 agosto 2003    | NEAT                     |
| 325823 -          | 2010 RA171               | 20 ottobre 2003   | Spacewatch               |
| 325824 -          | 2010 RP173               | 7 aprile 2008     | Mt. Lemmon Survey        |
| 325825 -          | 2010 RH174               | 29 agosto 2006    | Spacewatch               |
| 325826 -          | 2010 RZ174               | 3 febbraio 2008   | Spacewatch               |
| 325827 -          | 2010 SL3                 | 12 luglio 2005    | Mt. Lemmon Survey        |
| 325828 -          | 2010 SY9                 | 21 marzo 1999     | Sloan Digital Sky Survey |
| 325829 -          | 2010 SM10                | 5 novembre 2007   | Mt. Lemmon Survey        |
| 325830 -          | 2010 SN15                | 10 ottobre 2007   | Spacewatch               |
| 325831 -          | 2010 SF18                | 6 dicembre 2007   | Spacewatch               |
| 325832 -          | 2010 SN22                | 3 dicembre 2002   | NEAT                     |
| 325833 -          | 2010 SU29                | 16 agosto 2006    | NEAT                     |
| 325834 -          | 2010 SV29                | 29 settembre 2010 | OAM                      |
| 325835 -          | 2010 SK37                | 9 marzo 2005      | Spacewatch               |
| 325836 -          | 2010 SP38                | 23 ottobre 2006   | CSS                      |
| 325837 -          | 2010 SC39                | 21 settembre 2003 | LONEOS                   |
| 325838 -          | 2010 SJ40                | 28 agosto 2003    | NEAT                     |
| 325839 -          | 2010 TX1                 | 25 maggio 2006    | Spacewatch               |
| 325840 -          | 2010 TJ14                | 10 febbraio 2008  | Spacewatch               |
| 325841 -          | 2010 TO24                | 4 novembre 1999   | LINEAR                   |
| 325842 -          | 2010 TN25                | 24 febbraio 2009  | CSS                      |
| 325843 -          | 2010 TV27                | 19 ottobre 2003   | Sloan Digital Sky Survey |
| 325844 -          | 2010 TN30                | 16 novembre 2006  | Spacewatch               |
| 325845 -          | 2010 TL31                | 2 febbraio 2001   | Spacewatch               |
| 325846 -          | 2010 TW32                | 21 agosto 2006    | Spacewatch               |
| 325847 -          | 2010 TQ35                | 10 marzo 2004     | NEAT                     |
| 325848 -          | 2010 TR37                | 24 ottobre 2003   | Spacewatch               |
| 325849 -          | 2010 TC38                | 26 agosto 2000    | LINEAR                   |
| 325850 -          | 2010 TA50                | 31 ottobre 2006   | Mt. Lemmon Survey        |
| 325851 -          | 2010 TU52                | 12 settembre 1994 | Spacewatch               |
| 325852 -          | 2010 TO53                | 30 aprile 2005    | Spacewatch               |
| 325853 -          | 2010 TS57                | 30 marzo 2008     | Spacewatch               |
| 325854 -          | 2010 TM79                | 11 ottobre 1999   | Spacewatch               |
| 325855 -          | 2010 TP82                | 1º ottobre 2003   | Spacewatch               |
| 325856 -          | 2010 TL84                | 1º dicembre 2003  | Spacewatch               |
| 325857 -          | 2010 TB85                | 6 dicembre 2007   | CSS                      |
| 325858 -          | 2010 TY85                | 16 novembre 2006  | CSS                      |
| 325859 -          | 2010 TB86                | 11 aprile 2005    | Mt. Lemmon Survey        |
| 325860 -          | 2010 TR94                | 15 ottobre 1995   | Spacewatch               |
| 325861 -          | 2010 TQ114               | 25 novembre 2005  | CSS                      |
| 325862 -          | 2010 TB117               | 4 dicembre 2007   | Spacewatch               |
| 325863 -          | 2010 TZ118               | 15 ottobre 2001   | Spacewatch               |
| 325864 -          | 2010 TA119               | 2 aprile 2006     | Mt. Lemmon Survey        |
| 325865 -          | 2010 TE122               | 30 aprile 2008    | Mt. Lemmon Survey        |
| 325866 -          | 2010 TB123               | 15 dicembre 2004  | Spacewatch               |
| 325867 -          | 2010 TB142               | 5 ottobre 2004    | LONEOS                   |
| 325868 -          | 2010 TN147               | 22 novembre 2006  | CSS                      |
| 325869 -          | 2010 TQ149               | 11 maggio 2007    | Mt. Lemmon Survey        |
| 325870 -          | 2010 TR149               | 11 dicembre 2006  | Spacewatch               |
| 325871 -          | 2010 TA150               | 29 aprile 2009    | Mt. Lemmon Survey        |
| 325872 -          | 2010 TN153               | 5 gennaio 2006    | CSS                      |
| 325873 -          | 2010 TM158               | 13 dicembre 2006  | Spacewatch               |
| 325874 -          | 2010 TG164               | 17 marzo 2005     | Mt. Lemmon Survey        |
| 325875 -          | 2010 TJ165               | 25 maggio 2006    | Mt. Lemmon Survey        |
| 325876 -          | 2010 TO166               | 1º marzo 2008     | Spacewatch               |
| 325877 -          | 2010 TJ168               | 27 settembre 2009 | Spacewatch               |
| 325878 -          | 2010 TF169               | 19 dicembre 2007  | Mt. Lemmon Survey        |
| 325879 -          | 2010 TK171               | 19 marzo 2007     | Mt. Lemmon Survey        |
| 325880 -          | 2010 TT172               | 18 dicembre 2004  | Spacewatch               |
| 325881 -          | 2010 TZ175               | 23 luglio 2010    | WISE                     |
| 325882 -          | 2010 TT176               | 10 gennaio 2003   | LINEAR                   |
| 325883 -          | 2010 TO178               | 17 novembre 2006  | Mt. Lemmon Survey        |
| 325884 -          | 2010 TA182               | 2 ottobre 2000    | LINEAR                   |
| 325885 -          | 2010 UO9                 | 10 novembre 2006  | Spacewatch               |
| 325886 -          | 2010 UA10                | 1º novembre 2006  | Mt. Lemmon Survey        |
| 325887 -          | 2010 UK12                | 21 febbraio 2003  | NEAT                     |
| 325888 -          | 2010 UC13                | 2 aprile 2002     | Spacewatch               |
| 325889 -          | 2010 UL13                | 12 settembre 2001 | LINEAR                   |
| 325890 -          | 2010 UP14                | 4 giugno 2006     | Mt. Lemmon Survey        |
| 325891 -          | 2010 UC15                | 15 settembre 2006 | Spacewatch               |
| 325892 -          | 2010 UD16                | 27 settembre 2003 | LONEOS                   |
| 325893 -          | 2010 UL26                | 22 novembre 2006  | Mt. Lemmon Survey        |
| 325894 -          | 2010 UO27                | 12 novembre 1999  | Spacewatch               |
| 325895 -          | 2010 UD29                | 2 gennaio 2000    | Spacewatch               |
| 325896 -          | 2010 UF29                | 19 ottobre 2006   | CSS                      |
| 325897 -          | 2010 UX30                | 22 novembre 2005  | Spacewatch               |
| 325898 -          | 2010 UK33                | 28 agosto 2005    | Spacewatch               |
| 325899 -          | 2010 UZ45                | 28 gennaio 2007   | Spacewatch               |
| 325900 -          | 2010 UJ54                | 19 marzo 2009     | Spacewatch               |

## 325901-326000
| Nome            | Designazione provvisoria | Data di scoperta  | Scopritore               |
| --------------- | ------------------------ | ----------------- | ------------------------ |
| 325901 -        | 2010 UG55                | 1º ottobre 2005   | Spacewatch               |
| 325902 -        | 2010 UU55                | 18 settembre 2001 | Sloan Digital Sky Survey |
| 325903 -        | 2010 UB56                | 14 novembre 2007  | Mt. Lemmon Survey        |
| 325904 -        | 2010 UG56                | 13 ottobre 1993   | Spacewatch               |
| 325905 -        | 2010 UP57                | 21 febbraio 2007  | CSS                      |
| 325906 -        | 2010 UR59                | 27 gennaio 2007   | Mt. Lemmon Survey        |
| 325907 -        | 2010 UX61                | 22 ottobre 2006   | Mt. Lemmon Survey        |
| 325908 -        | 2010 UE67                | 26 marzo 2007     | Mt. Lemmon Survey        |
| 325909 -        | 2010 US73                | 28 febbraio 2008  | Spacewatch               |
| 325910 -        | 2010 UL74                | 29 agosto 2006    | Spacewatch               |
| 325911 -        | 2010 UE76                | 1º novembre 2005  | Spacewatch               |
| 325912 -        | 2010 UD77                | 31 agosto 2005    | Spacewatch               |
| 325913 -        | 2010 UW77                | 18 marzo 2007     | Spacewatch               |
| 325914 -        | 2010 UD80                | 21 gennaio 2004   | LINEAR                   |
| 325915 -        | 2010 UT84                | 17 luglio 2001    | NEAT                     |
| 325916 -        | 2010 UK90                | 28 marzo 2008     | Spacewatch               |
| 325917 -        | 2010 UC94                | 15 novembre 2006  | CSS                      |
| 325918 -        | 2010 UF94                | 22 febbraio 2006  | LONEOS                   |
| 325919 -        | 2010 UL94                | 24 ottobre 2001   | NEAT                     |
| 325920 -        | 2010 UM94                | 15 marzo 2008     | Spacewatch               |
| 325921 -        | 2010 UP96                | 13 dicembre 2006  | Spacewatch               |
| 325922 -        | 2010 UT99                | 11 marzo 2005     | Spacewatch               |
| 325923 -        | 2010 UR100               | 10 novembre 2005  | Spacewatch               |
| 325924 -        | 2010 UE102               | 12 novembre 1999  | LINEAR                   |
| 325925 -        | 2010 UU103               | 22 aprile 2009    | Spacewatch               |
| 325926 -        | 2010 VE6                 | 27 luglio 1995    | Spacewatch               |
| 325927 -        | 2010 VB13                | 29 marzo 2008     | Spacewatch               |
| 325928 -        | 2010 VQ13                | 16 marzo 2004     | NEAT                     |
| 325929 -        | 2010 VB17                | 18 dicembre 2007  | Spacewatch               |
| 325930 -        | 2010 VM17                | 24 ottobre 2007   | Mt. Lemmon Survey        |
| 325931 -        | 2010 VD18                | 25 settembre 2000 | Spacewatch               |
| 325932 -        | 2010 VK20                | 1º agosto 2009    | Spacewatch               |
| 325933 -        | 2010 VJ25                | 2 ottobre 2005    | Mt. Lemmon Survey        |
| 325934 -        | 2010 VE29                | 21 settembre 2003 | Spacewatch               |
| 325935 -        | 2010 VJ29                | 14 ottobre 1999   | Spacewatch               |
| 325936 -        | 2010 VL31                | 19 settembre 2009 | CSS                      |
| 325937 -        | 2010 VF33                | 12 settembre 2001 | LINEAR                   |
| 325938 -        | 2010 VG33                | 11 febbraio 2002  | LINEAR                   |
| 325939 -        | 2010 VV38                | 26 novembre 2003  | Spacewatch               |
| 325940 -        | 2010 VF45                | 23 agosto 2001    | NEAT                     |
| 325941 -        | 2010 VX48                | 2 gennaio 2006    | LINEAR                   |
| 325942 -        | 2010 VK54                | 26 febbraio 2008  | Mt. Lemmon Survey        |
| 325943 -        | 2010 VZ54                | 10 febbraio 2008  | Mt. Lemmon Survey        |
| 325944 -        | 2010 VT56                | 15 marzo 2007     | Mt. Lemmon Survey        |
| 325945 -        | 2010 VR57                | 24 settembre 2009 | Mt. Lemmon Survey        |
| 325946 -        | 2010 VB63                | 5 settembre 2010  | Mt. Lemmon Survey        |
| 325947 -        | 2010 VS67                | 31 agosto 2005    | Spacewatch               |
| 325948 -        | 2010 VO69                | 17 novembre 2006  | Spacewatch               |
| 325949 -        | 2010 VP79                | 10 marzo 2005     | Mt. Lemmon Survey        |
| 325950 -        | 2010 VB80                | 29 aprile 2009    | Spacewatch               |
| 325951 -        | 2010 VC83                | 9 dicembre 2006   | Spacewatch               |
| 325952 -        | 2010 VM86                | 17 agosto 2009    | Spacewatch               |
| 325953 -        | 2010 VJ90                | 7 ottobre 1999    | LINEAR                   |
| 325954 -        | 2010 VS92                | 7 gennaio 2005    | Spacewatch               |
| 325955 -        | 2010 VE93                | 19 settembre 2006 | CSS                      |
| 325956 -        | 2010 VJ95                | 1º settembre 2005 | Spacewatch               |
| 325957 -        | 2010 VO97                | 5 aprile 2003     | Spacewatch               |
| 325958 -        | 2010 VJ99                | 19 marzo 2006     | Siding Spring Survey     |
| 325959 -        | 2010 VX101               | 4 ottobre 2000    | Spacewatch               |
| 325960 -        | 2010 VX103               | 26 gennaio 2003   | NEAT                     |
| 325961 -        | 2010 VS105               | 28 ottobre 2010   | Mt. Lemmon Survey        |
| 325962 -        | 2010 VU105               | 15 ottobre 2001   | Spacewatch               |
| 325963 -        | 2010 VL108               | 28 marzo 2008     | Spacewatch               |
| 325964 -        | 2010 VN109               | 22 ottobre 2003   | Sloan Digital Sky Survey |
| 325965 -        | 2010 VK120               | 6 gennaio 2006    | CSS                      |
| 325966 -        | 2010 VE126               | 7 gennaio 2006    | Spacewatch               |
| 325967 -        | 2010 VT126               | 21 settembre 2001 | LINEAR                   |
| 325968 -        | 2010 VO128               | 22 agosto 2003    | CINEOS                   |
| 325969 -        | 2010 VN133               | 7 aprile 2005     | Spacewatch               |
| 325970 -        | 2010 VN135               | 4 gennaio 2006    | Spacewatch               |
| 325971 -        | 2010 VX143               | 28 settembre 2006 | Spacewatch               |
| 325972 -        | 2010 VX157               | 5 novembre 2007   | Spacewatch               |
| 325973 Cardinal | 2010 VJ159               | 13 dicembre 2006  | Balam, D. D.             |
| 325974 -        | 2010 VS160               | 10 novembre 2006  | Spacewatch               |
| 325975 -        | 2010 VC162               | 1º settembre 2005 | Spacewatch               |
| 325976 -        | 2010 VF162               | 24 ottobre 2003   | Spacewatch               |
| 325977 -        | 2010 VP162               | 28 marzo 2008     | Mt. Lemmon Survey        |
| 325978 -        | 2010 VR162               | 11 novembre 2007  | Mt. Lemmon Survey        |
| 325979 -        | 2010 VY162               | 25 novembre 2006  | Spacewatch               |
| 325980 -        | 2010 VK166               | 24 dicembre 2005  | Spacewatch               |
| 325981 -        | 2010 VX168               | 6 ottobre 2005    | Mt. Lemmon Survey        |
| 325982 -        | 2010 VX172               | 16 marzo 2007     | Mt. Lemmon Survey        |
| 325983 -        | 2010 VF174               | 6 aprile 2008     | Spacewatch               |
| 325984 -        | 2010 VB177               | 14 aprile 2008    | Mt. Lemmon Survey        |
| 325985 -        | 2010 VK177               | 7 maggio 2002     | NEAT                     |
| 325986 -        | 2010 VL178               | 21 ottobre 2001   | Spacewatch               |
| 325987 -        | 2010 VY178               | 11 febbraio 2004  | NEAT                     |
| 325988 -        | 2010 VU181               | 22 ottobre 2005   | Spacewatch               |
| 325989 -        | 2010 VE186               | 28 luglio 2005    | NEAT                     |
| 325990 -        | 2010 VQ188               | 7 ottobre 2004    | LONEOS                   |
| 325991 -        | 2010 VM191               | 5 ottobre 2004    | Jones, G. R.             |
| 325992 -        | 2010 VX192               | 3 novembre 2004   | NEAT                     |
| 325993 -        | 2010 VJ195               | 19 gennaio 2008   | Mt. Lemmon Survey        |
| 325994 -        | 2010 VT195               | 4 ottobre 1996    | Spacewatch               |
| 325995 -        | 2010 VO200               | 5 gennaio 2003    | LINEAR                   |
| 325996 -        | 2010 WH2                 | 17 ottobre 2006   | Mt. Lemmon Survey        |
| 325997 -        | 2010 WK3                 | 6 aprile 2008     | CSS                      |
| 325998 -        | 2010 WE5                 | 30 agosto 2000    | Spacewatch               |
| 325999 -        | 2010 WN7                 | 18 novembre 2006  | Spacewatch               |
| 326000 -        | 2010 WN8                 | 24 luglio 2003    | NEAT                     |